# San Marinos Grand Prix 2006
San Marinos Grand Prix 2006 var det fjärde av 18 lopp ingående i formel 1-VM 2006.

## Rapport
Loppet blev en duell mellan Michael Schumacher som startade från pole position och Fernando Alonso som startade från femte startrutan. Efter drygt halva loppet var Alonso i kapp Schumacher och jagade tätt bakom honom tills han då ett par varv återstod gjorde ett litet misstag. Schumacher drygade då ut sitt försprång och kunde därefter ohotad gå i mål som segrare med två sekunders marginal.

## Resultat
1. Michael Schumacher, Ferrari, 10 poäng
2. Fernando Alonso, Renault, 8
3. Juan Pablo Montoya, McLaren-Mercedes, 6
4. Felipe Massa, Ferrari, 5
5. Kimi Räikkönen, McLaren-Mercedes, 4
6. Mark Webber, Williams-Cosworth, 3
7. Jenson Button, Honda, 2
8. Giancarlo Fisichella, Renault, 1
9. Ralf Schumacher, Toyota
10. Rubens Barrichello, Honda
11. Nico Rosberg, Williams-Cosworth
12. Jacques Villeneuve, BMW
13. Nick Heidfeld, BMW
14. Vitantonio Liuzzi, Toro Rosso-Cosworth
15. Scott Speed, Toro Rosso-Cosworth
16. Tiago Monteiro, MF1-Toyota

### Förare som bröt loppet
- David Coulthard, Red Bull-Ferrari (varv 47, drivaxel)
- Takuma Sato, Super Aguri-Honda (44, snurrade av)
- Christian Klien, Red Bull-Ferrari (40, hydraulik)
- Yuji Ide, Super Aguri-Honda (23, upphängning)
- Jarno Trulli, Toyota (5, styrning)
- Christijan Albers, MF1-Toyota (0, olycka)